# Баддяний підйом

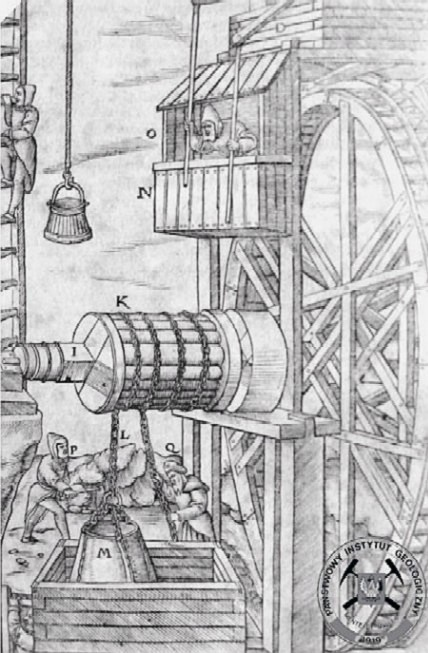
Баддяний підйом у пізньому середньовіччі (за Г.Агріколою).

Баддяни́й під́йом або цеберний підйом (рос. бадейный подьем, англ. bucket hoisting, нім. Kübelförderung) — тимчасова шахтна підіймальна установка, яка застосовується при будівництві вертикальних виробок для видачі породи, спуску і підйому людей, інструмента і матеріалів, а також огляду кріплення і підвісного обладнання. Баддяний підйом використовується також як вантажний підйом при проведенні горизонтальних і похилих гірничих виробок. Баддяний підйом включає підіймальне обладнання і гірничотехнічні споруди.
Підіймальне обладнання — підіймальні машини, бадді, завантажувальні і розвантажувальні пристрої, що направляють рамки, підіймальні і напрямні канати.
До гірничо-технічних споруд належать: будівля підіймальної машини, копер, вантажний і приймальний бункери та ін. Копри баддяного підйому звичайно прохідницькі, рідше — переобладнані стаціонарні. Баддяні підіймальні машини належать до неврівноважених систем. За числом барабанів розрізняють одно- і двобарабанні, за режимом роботи — одно- і двокінцеві. Привод баддяного підйому, як правило, асинхронний. Баддяний підйом відрізняється гнучким режимом роботи.
- Недоліки баддяного підйому
  - низький к.к.д. (0,2-0,4);
  - складність управління рухом при знижених швидкостях.
- Переваги
  - простота систем асинхронного привода;
  - мала величина первинних витрат на обладнання.